# Eugène Yung
Pour les articles homonymes, voir Yung.
Eugène Godefroy Yung, né le 2 novembre 1827 à Paris où il est mort le 26 décembre 1887, est un journaliste et historien français. Il dirigea La Revue politique et littéraire de 1871 à sa mort. Il signait également du nom de « J. Torcenay ».

## Biographie
Né au 17 rue de Bourbon, dans l'ancien hôtel Lauraguais, fils de Pérégrine Eugénie Treuttel et du négociant Jacques Henri Édouard Jung,  Eugène est élève de l'École normale supérieure de 1847 à 1850. Sa mère est d'origine alsacienne, appartenant à une famille d'éditeurs-libraires, les éditions Treuttel et Würtz, fondées en 1795 par Jean-Georges Treuttel (1744-1826) et par son beau-frère et ex-apprenti Jean-Godefroy Würtz (1768-1841), implantées à Strasbourg, Paris, Londres et Leipzig, maison dans laquelle le père d'Eugène est associé.
Eugène Yung — il change la graphie de son patronyme — publie un essai en 1855 intitulé Henri IV écrivain (Paris, éd. Treuttel et Würtz), qui est en fait extrait de sa thèse doctorale. Il devient professeur d'histoire jusqu'en 1857 dans un lycée de Clermont-Ferrand, puis de rhétorique à La Rochelle. En 1862, il se marie avec Élisa Coignet (1843-1931), fille de la première épouse de l'industriel fouriériste François Coignet. Il devient ensuite secrétaire de rédaction à la Revue des Deux Mondes à partir de 1862, puis rédacteur au Journal des débats et enfin à La Revue des cours littéraires de la France et de l'étranger et la Revue des cours scientifiques de la France et de l'étranger dont il prend, après 1863, les directions respectives. En 1870, il anime à la salle Valentino les réunions politiques du Club de la Délivrance, plutôt de centre-gauche modéré, proche du parti libéral. En 1871, après la Commune, il reprend la direction de La Revue des cours littéraires qu'il rebaptise La Revue politique et littéraire et qu'il co-dirige avec Émile Alglave (1842-1928). C'est sous sa direction que cette publication commence à s'appeler Revue bleue à partir de 1885-1886. Dans l'entreprise de son beau-père, il a par ailleurs une activité de gérant (société Coignet, spécialiée en produits chimiques) et fut très liée à la seconde épouse de ce dernier, la philosophe Clarisse Coignet.
Il est nommé le 20 juillet 1879 chevalier de la Légion d'honneur par le ministère de l'Intérieur avec pour parrain Anatole de La Forge.
De son union avec Élisa Coignet, il eut une fille qui épousa le général Robert Nivelle.
Il ne doit pas être confondu avec l'écrivain-voyageur Eugène Jung (Bordeaux, 1863 - Paris, 1936).

## Écrits publiés
Outre de nombreux articles publiés dans les différentes revues qu'il dirigea :
- (la) De Scholis romanis in Gallia Comata, hanc thesim disceptandam Facultati litterarum parisiensi proponebat ad doctoris gradum promovendus Eug. Jung, Lutetiae Parisiorum : apud Treuttel et Würtz, 1855.
- Henri IV considéré comme écrivain, thèse présentée à la Faculté des lettres de Paris, Treuttel et Würtz, 1855.
- [J. Torcenay], Préjugés économiques. De la hausse de l'intérêt et de la plus-value des titres mobiliers ou immobiliers, de la cherté des logements, des causes et des remèdes, Treuttel, 1857.
- Les Traités de commerce et les chemins de fer, Bourdier, 1861.
- Henri IV écrivain, Treuttel et Würtz, 1855 ; rééd. Didier, 1864.